# Читунгвиза
Читунгвиза је трећи град по величини у Зимбабвеу и налази се 9 km јужно од Харареа, са којим га повезују два главна аутопута. Основан је 1978. године од три насеља Секе, Зенгеза и Ст. Мери. Пун статус града је добила 1981. године. Данас је град који најбрже расте у Зимбабвеу. Водени комплекс Читунгвиза, изграђен 1995. за Афричке игре, више није у функцији и служи као место музичких и црквених скупова.
Према попису од 2002. године има око 322.000 становника. Према попису из 2022. године, Читунгвиза је имала 371.244 становника. Већина становника ради у Харареу пошто град нема пуно индустријских погона.